# Phil English
Philip Sheridan English (Erie, 20 giugno 1956) è un politico statunitense, membro della Camera dei Rappresentanti per lo stato della Pennsylvania dal 1995 al 2009.

## Biografia
Nato a Erie, English si laureò all'Università della Pennsylvania e in seguito lavorò come contabile.
Entrato in politica con il Partito Repubblicano, nel 1988 si candidò infruttuosamente alla carica di Tesoriere di stato della Pennsylvania. Fu poi capo di gabinetto dell'allora legislatrice statale Melissa Hart.
Nel 1994, quando il deputato Tom Ridge lasciò la Camera dei Rappresentanti per concorrere alla carica di governatore della Pennsylvania, English si candidò per succedergli e riuscì ad essere eletto. Negli anni successivi fu riconfermato per altri sei mandati, cambiando distretto congressuale nel 2002. Nel 2008, candidatosi per la rielezione, affrontò una campagna elettorale molto combattuta contro la democratica Kathy Dahlkemper che alla fine lo sconfisse di misura. English lasciò così il Congresso dopo quattordici anni.